# 장흥고등학교
장흥고등학교(長興高等學校)는 대한민국 전라남도 장흥군 장흥읍 건산리에 있는 공립 고등학교이다.

## 학교 연혁
- 1951년 9월 25일 : 장흥고등학교 개교
- 1970년 3월 1일 : 학칙변경(남자고등학교)
- 1972년 3월 5일 : 중ㆍ고 분리
- 1973년 2월 21일 : 현 교사로 이전(15학급)
- 1992년 9월 12일 : 학칙 변경(남·녀공학)
- 2022년 9월 23일 : 신축 교사 준공식
- 2024년 9월 1일 : 제29대 강문석 교장 부임
- 2025년 2월 7일 : 제74회 117명 졸업(계 17,272명)

## 참고 자료
- 장흥고등학교 - 한국교육학술정보원 학교알리미